# Gastón Guruceaga
Gastón Guruceaga Fagúndez (Artigas, Uruguay, 15 de marzo de 1995) es un futbolista uruguayo. Juega de arquero y actualmente milita en Deportivo Cali de la Liga Betplay Dimayor. Es primo hermano del también futbolista Matías Aguirregaray.

## Trayectoria
A los 13 años se unió al Club Atlético Peñarol, desde su ciudad natal Artigas, el captador Néstor Gonçálvez lo recomendó al club y realizó las divisiones juveniles desde Séptima.
Cuando tenía 17 años Gastón estuvo en Inter de Milán y al ver sus condiciones lo quisieron contratar pero no se concretó el fichaje.
En la temporada 2012/13 fue el cuarto arquero del plantel absoluto de Peñarol. El 14 de abril de 2013, estuvo en el banco de suplentes de la máxima categoría por primera vez, contra El Tanque Sisley. A pesar de no tener participaciones, Peñarol logró el Campeonato Uruguayo 2012/13 luego de vencer a Defensor Sporting 3 a 1 en un playoff.
No fue considerado en el Campeonato 2013/14 por el primer equipo carbonero.
Luego de ser elegido el mejor arquero del Sudamericano Sub-20, jugó con el plantel absoluto de Peñarol ante Boston River en un partido amistoso de práctica, el 17 de febrero de 2015, disputó todo el encuentro pero perdieron 3 a 1.
Gastón fue ascendido definitivamente a Primera por Pablo Bengoechea y estuvo como segundo arquero en el Torneo Clausura de la temporada. Fue convocado en 11 de los 16 partidos disputados, debido a su compromiso con la selección sub-20, pero no tuvo minutos, el arco aurinegro lo protegió Pablo Migliore. Peñarol logró quedar en primer lugar del Torneo, por lo que jugaron un playoff contra Nacional por el título del campeonato uruguayo, pero perdieron 3 a 2 en el tiempo extra. El arquero argentino dejó el club, por lo que la oportunidad para Guruceaga llegó.
Debutó como profesional el 16 de agosto de 2015, en la fecha 1 del Torneo Apertura, se enfrentaron a Cerro en el Estadio Centenario y ganaron 3 a 0. Gastón jugó su primer partido con 20 años y 154 días, utilizó la camiseta número 1.
El 8 de noviembre, jugó su primer clásico, contra Nacional en el Centenario, al minuto 43 Santiago Romero vulneró el arco de Gastón y puso en ventaja a los tricolores, pero el primo hermano de Guruceaga, Matías Aguirregaray, puso el empate para los carboneros al minuto 79 y el encuentro finalizó 1 a 1.
Fue el arquero titular del equipo, en los 15 partidos que estuvo presente, recibió 17 goles y mantuvo el arco en cero en 4 oportunidades. Peñarol se coronó campeón del Torneo Apertura.
A nivel internacional de clubes, debutó el 19 de febrero de 2016, en el primer partido de la fase de grupos de la Copa Libertadores 2016, fue titular contra Sporting Cristal y empataron 1 a 1 en Perú. Pero los aurinegros no tuvieron un buen rendimiento internacional y fueron eliminados en la fase de grupos. Gastón jugó 5 partidos y recibió 8 goles.
Ganaron el Campeonato Uruguayo 2015-16 tras vencer a Plaza Colonia en un playoff, por 3 a 1 en tiempo extra luego de empatar 1 a 1 en los 90 minutos.
El 3 de septiembre fue el capitán del equipo por primera vez, con 21 años, se enfrentaron a Fénix en el Campeón del Siglo, mantuvo su arco invicto y ganaron 2 a 0.
El 24 de enero de 2018 se oficializó su arribo al Guaraní, en calidad de cesión por una temporada. Su contratación se llevó a cabo cuando el entrenador del Club era Sebastián Saja. Con él al mando disputó 8 partidos de titular, de los cuales se ganaron tres, y se perdieron los 5 restantes, lo cual impulsó la renuncia del entrenador argentino, el 26 de marzo.
Asumió como interino el entrenador de las reservas, Aureliano Torres, hasta la contratación de Azconzábal. Estos entrenadores desearon darle minutos, pero la dirigencia decidió despedir a los jugadores de sueldos más altos, siendo Gastón uno de ellos.
El 25 de septiembre se oficializa su rescisión de contrato con el Guaraní, solicitando volver a entrenar al Club Atlético Peñarol. No podría disputar ningún encuentro hasta 2019.
A pesar de entrenar con Peñarol, fue cedido a préstamo durante 6 meses al Club Atlético Tigre de Argentina.
El 10 de enero de 2019 se concreta el préstamo durante 6 meses en el club argentino, el cual milita en la Primera División de dicho país. Siendo así la segunda incorporación en la temporada para el club victoriense.
En dicha temporada se daría un hecho insólito: Tigre desciende a la B argentina pero gana la Copa de la Superliga estando descendido.
El 2 de junio, logra con Tigre el primer campeonato nacional de Primera División en la historia de la institución, tras ganar la final de la Copa de la Superliga a Boca Juniors. Gastón, si bien era golero suplente, formó parte del plantel.
El 7 de enero de 2020, se concreta el préstamo durante 12 meses en el Palestino de la Primera División de Chile. El equipo chileno será el tercer equipo de Guruceaga en el extranjero, luego de su paso por el Guaraní de Paraguay y Tigre de Argentina.
Fue fichado por Liverpool Fútbol Club el 30 de enero de 2024.

## Selección nacional

### Juveniles
Guruceaga ha sido parte del proceso de las selecciones juveniles de Uruguay en las categorías sub-17 y sub-20.
Fue convocado por primera vez la selección por Fabián Coito, a la categoría sub-17. Debutó con la Celeste el 30 de agosto de 2010, fue contra Perú, combinado al que derrotaron 3-0, jugó su primer partido con 15 años y 168 días. Finalmente no fue considerado en la lista definitiva para el Campeonato Sudamericano Sub-17 de 2011 y Uruguay logró la medalla de plata.
En el 2014, comenzó el proceso de la Selección Sub-20 de Uruguay desde el primer día, nuevamente llamado por Coito.
Debutó con la sub-20 el 15 de abril de 2014, jugó ante Chile un amistoso en Maldonado, el partido terminó 3 a 0 a favor de Uruguay. El partido fue observado por el DT de la selección absoluta Óscar Washington Tabárez y su cuerpo técnico.
El 5 de diciembre fue incluido en la lista de preseleccionados para defender a Uruguay en el Campeonato Sudamericano Sub-20 de 2015. Fue confirmado para el Sudamericano con sede en Uruguay, jugó casi todos los partidos de la Celeste, menos uno contra Venezuela, el último de la fase de grupos, porque ya estaban clasificados. Fue figura en varias oportunidades, recibió dos goles en los primeros 7 partidos, llegaron al último juego con la posibilidad de ser campeones, recibieron a Argentina en el Estadio Centenario pero fueron derrotados 2 a 1. De igual forma clasificaron al Mundial y a los Juegos Panamericanos. Gastón fue elegido el mejor arquero del Sudamericano, recibió el Guante de Oro.
En la Copa Mundial, fue titular en todos los partidos de Uruguay, pero quedaron eliminados por Brasil en octavos de final, por penales.

#### Participaciones en juveniles
| Competición         | Sede          | Resultado        | Part. | GR |
| ------------------- | ------------- | ---------------- | ----- | -- |
| Sudamericano Sub-20 | Uruguay       | Tercer puesto    | 8     | 4  |
| Mundial Sub-20 2015 | Nueva Zelanda | Octavos de final | 4     | 3  |

### Absoluta
Fue reservado por primera vez por Óscar Washington Tabárez el 29 de abril de 2016, en un plantel preliminar de la Copa América Centenario. En la lista definitiva, que se dio a conocer el 13 de mayo, no fue confirmado.
El 28 de septiembre fue convocado por primera vez a la selección, para estar a la orden en las fechas FIFA de octubre. Estuvo en el banco de suplentes contra Venezuela en el Estadio Centenario y luego contra Colombia en el Estadio Metropolitano de Barranquilla, no tuvo minutos, ya que atajó Fernando Muslera en ambos encuentros.
Luego de ser el arquero menos vencido del Torneo Apertura, fue convocado a la selección nuevamente el 29 de mayo de 2017.

### Detalles de partidos
| 1  | Chile             | 3:0 (1:0)            | 15 de abril de 2014      | Maldonado · Uruguay                | Amistoso                                | -                                                              | 1                                                            |
| 2  | Paraguay          | 1:0 (1:0)            | 20 de mayo de 2014       | Montevideo · Uruguay               | Amistoso                                | -                                                              | 2                                                            |
| 3  | Perú              | 1:1 (1:1)            | 6 de agosto de 2014      | Lima · Perú                        | Amistoso                                | 3' Alexander Succar                                            | 3                                                            |
| 4  | Perú              | 1:2 (0:0)            | 22 de septiembre de 2014 | Montevideo · Uruguay               | Amistoso                                | 83' César Huamantica · 89' Ray Sandoval                        | 4                                                            |
| 5  | México            | 1:2 (0:2)            | 8 de octubre de 2014     | Santiago · Chile                   | Amistoso Torneo Cuatro Naciones         | 75' Iván Ochoa                                                 | 5                                                            |
| 6  | Chile             | 3:0 (0:2)            | 10 de octubre de 2014    | Santiago · Chile                   | Amistoso Torneo Cuatro Naciones         | 36' Bryan Carvallo · 60' Sebastián Gómez · 72' Rodrigo Linares | 6                                                            |
| 7  | Federación Gaúcha | 1:2 (1:1)            | 13 de noviembre de 2014  | Montevideo · Uruguay               | Amistoso                                | 23', 84' Júnior                                                | 7                                                            |
| 8  | Perú              | 3:1 (2:0)            | 24 de noviembre de 2014  | Asunción Paraguay                  | Amistoso Cuadrangular internacional     | 20' Alexander Succar · 26', 63' César Huamantica               | 8                                                            |
| 9  | Paraguay          | 0:1 (0:0)            | 26 de noviembre de 2014  | Asunción Paraguay                  | Amistoso Cuadrangular internacional     | -                                                              | 9                                                            |
| 10 | Panamá            | 3:3 (2:0) (3:5 pen.) | 30 de noviembre de 2014  | Asunción Paraguay                  | Amistoso Cuadrangular internacional     | 40' Jesús Araya · 44' Ismael Díaz · 81' Ruben Barrow           | 10                                                           |
| 11 | Colombia          | 1:0 (0:0)            | 15 de enero de 2015      | Maldonado · Uruguay                | Campeonato Sudamericano Fase de grupos  | -                                                              | 11                                                           |
| 12 | Brasil            | 0:2 (0:1)            | 17 de enero de 2015      | Maldonado · Uruguay                | Campeonato Sudamericano Fase de grupos  | -                                                              | 12                                                           |
| 13 | Chile             | 6:1 (3:0)            | 19 de enero de 2015      | Maldonado · Uruguay                | Campeonato Sudamericano Fase de grupos  | 85' Ignacio Jeraldino                                          | 13                                                           |
| 14 | Brasil            | 0:0                  | 26 de enero de 2015      | Montevideo · Uruguay               | Campeonato Sudamericano Hexagonal final | -                                                              | 14                                                           |
| 15 | Perú              | 3:1 (1:0)            | 29 de enero de 2015      | Montevideo · Uruguay               | Campeonato Sudamericano Hexagonal final | 66' Adrián Ugarriza                                            | 15                                                           |
| 16 | Paraguay          | 2:0 (2:0)            | 2 de febrero de 2015     | Montevideo · Uruguay               | Campeonato Sudamericano Hexagonal final | -                                                              | 16                                                           |
| 17 | Colombia          | 0:0                  | 4 de febrero de 2015     | Montevideo · Uruguay               | Campeonato Sudamericano Hexagonal final | -                                                              | 17                                                           |
| 18 | Argentina         | 2:1 (1:1)            | 7 de febrero de 201      | Montevideo · Uruguay               | Campeonato Sudamericano Hexagonal final | 35' Sebastián Driussi · 80' Ángel Correa                       | 18                                                           |
| 19 | Francia           | 1:1 (1:0)            | 26 de marzo de 2015      | Clairefontaine-en-Yvelines Francia | Amistoso                                | 48' Thomas Lemar                                               | 19 Archivado el 23 de septiembre de 2015 en Wayback Machine. |
| 20 | Portugal          | 3:0 (2:0)            | 31 de marzo de 2015      | Coímbra Portugal                   | Amistoso                                | 10', 28', 79'André Silva                                       | 20 Archivado el 4 de marzo de 2016 en Wayback Machine.       |
| 21 | Honduras          | 5:0 (3:0)            | 13 de mayo de 2015       | Montevideo · Uruguay               | Amistoso                                | -                                                              | 21                                                           |
| 22 | Panamá            | 0:1 (0:0)            | 20 de mayo de 2015       | Hamilton Nueva Zelanda             | Amistoso                                | -                                                              | 22                                                           |
| 23 | Ucrania           | 1:2 (0:0)            | 24 de mayo de 2015       | Auckland Nueva Zelanda             | Amistoso                                | 42' Yevhen Chumak                                              | 23                                                           |
| 24 | Serbia            | 1:0 (0:0)            | 31 de mayo de 2015       | Dunedin Nueva Zelanda              | Copa Mundial Fase de grupos             | -                                                              | 24                                                           |
| 25 | México            | 2:1 (0:0)            | 3 de junio de 2015       | Dunedin Nueva Zelanda              | Copa Mundial Fase de grupos             | 71' Hirving Lozano · 92' Kevin Gutiérrez                       | 25 Archivado el 27 de octubre de 2018 en Wayback Machine.    |
| 26 | Malí              | 1:1 (1:1)            | 6 de junio de 2015       | Hamilton Nueva Zelanda             | Copa Mundial Fase de grupos             | 43' Adama Traoré                                               | 26                                                           |
| 27 | Brasil            | 0:0 (4:5 pen.)       | 11 de junio de 2015      | Nueva Plymouth Nueva Zelanda       | Copa Mundial Octavos de final           | -                                                              | 27 Archivado el 27 de octubre de 2018 en Wayback Machine.    |

## Estadísticas

### Clubes
| Club                             | Div.          | Temporada     | Liga  | Liga  | Copas nacionales | Copas nacionales | Torneos internacionales | Torneos internacionales | Total | Total |
| Club                             | Div.          | Temporada     | Part. | Goles | Part.            | Goles            | Part.                   | Goles                   | Part. | Goles |
| -------------------------------- | ------------- | ------------- | ----- | ----- | ---------------- | ---------------- | ----------------------- | ----------------------- | ----- | ----- |
| Peñarol · Uruguay                | 1ª            | 2015-16       | 31    | -36   | —                | —                | 5                       | -8                      | 36    | -44   |
| Peñarol · Uruguay                | 1ª            | 2016          | 14    | -17   | —                | —                | 2                       | -1                      | 16    | -18   |
| Peñarol · Uruguay                | 1ª            | 2017          | 21    | -19   | —                | —                | 6                       | -15                     | 27    | -34   |
| Peñarol · Uruguay                | Total club    | Total club    | 60    | -65   | 6                | -7               | 13                      | -24                     | 79    | -96   |
| Guaraní Paraguay                 | 1ª            | 2018          | 8     | -19   | —                | —                | —                       | —                       | 8     | -19   |
| Guaraní Paraguay                 | Total club    | Total club    | 8     | -19   | 0                | 0                | 0                       | 0                       | 8     | -19   |
| Tigre Argentina                  | 1ª            | 2019          | 2     | -5    | 1                | -3               | —                       | —                       | 3     | -8    |
| Tigre Argentina                  | Total club    | Total club    | 2     | -5    | 1                | -3               | 0                       | 0                       | 3     | -8    |
| Palestino · Chile                | 1ª            | 2020          | 8     | -16   | —                | —                | 4                       | -5                      | 12    | -21   |
| Palestino · Chile                | Total club    | Total club    | 8     | -16   | 0                | 0                | 4                       | -5                      | 12    | -21   |
| Montevideo City Torque · Uruguay | 1ª            | 2021          | 24    | -32   | —                | —                | 3                       | -2                      | 27    | -34   |
| Montevideo City Torque · Uruguay | 1ª            | 2022          | 20    | -27   | 3                | -4               | —                       | —                       | 23    | -31   |
| Montevideo City Torque · Uruguay | 1ª            | 2023          | 6     | -9    | —                | —                | —                       | —                       | 6     | -9    |
| Montevideo City Torque · Uruguay | Total club    | Total club    | 50    | -68   | 3                | -4               | 3                       | -2                      | 56    | -74   |
| Total carrera                    | Total carrera | Total carrera | 128   | -173  | 10               | -14              | 20                      | -31                     | 158   | -218  |
| 1. 2. 3.                         |               |               |       |       |                  |                  |                         |                         |       |       |

### Selecciones
| Selección        | Temporada     | Amistosos | Amistosos | Sudamérica | Sudamérica | Mundial | Mundial | Total | Total |
| Selección        | Temporada     | Part.     | Goles     | Part.      | Goles      | Part.   | Goles   | Part. | Goles |
| ---------------- | ------------- | --------- | --------- | ---------- | ---------- | ------- | ------- | ----- | ----- |
| Sub-17 · Uruguay | 2010-11       | 2         | 0         | —          | —          | —       | —       | 2     | 0     |
| Sub-17 · Uruguay | Total         | 2         | 0         | 0          | 0          | 0       | 0       | 2     | 0     |
| Sub-20 · Uruguay | 2013-14       | 2         | 0         | —          | —          | —       | —       | 2     | 0     |
| Sub-20 · Uruguay | 2014-15       | 13        | -20       | 8          | -4         | 4       | -3      | 25    | -27   |
| Sub-20 · Uruguay | Total         | 13        | -20       | 8          | -4         | 4       | -3      | 25    | -27   |
| Total carrera    | Total carrera | 15        | -20       | 8          | -4         | 4       | -3      | 27    | -27   |
| 1. 2.            |               |           |           |            |            |         |         |       |       |

### Resumen estadístico
| Competición                 | Part. | Goles | Promedio |
| --------------------------- | ----- | ----- | -------- |
| Liga                        | 128   | -173  | 1.35     |
| Copas nacionales            | 10    | -14   | 1.4      |
| Copas Internacionales       | 20    | -31   | 1.55     |
| Selección de Uruguay Sub-17 | 2     | 0     | 0        |
| Selección de Uruguay Sub-20 | 27    | -27   | 1        |
| Selección de Uruguay        | 0     | 0     | 0        |
| Total                       | 187   | -245  | 1.31     |

## Palmarés

### Campeonatos nacionales
| Título              | Equipo  | País      | Año     |
| ------------------- | ------- | --------- | ------- |
| Campeonato Uruguayo | Peñarol | Uruguay   | 2012-13 |
| Campeonato Uruguayo | Peñarol | Uruguay   | 2015-16 |
| Campeonato Uruguayo | Peñarol | Uruguay   | 2017    |
| Copa Superliga      | Tigre   | Argentina | 2019    |

### Torneos nacionales
| Título          | Equipo  | País    | Año    |
| --------------- | ------- | ------- | ------ |
| Torneo Clausura | Peñarol | Uruguay | 2015-C |
| Torneo Apertura | Peñarol | Uruguay | 2015-A |
| Torneo Clausura | Peñarol | Uruguay | 2017-C |

### Distinciones individuales
| Distinción                                                           | Año  |
| -------------------------------------------------------------------- | ---- |
| Guante de Oro del Campeonato Sudamericano Sub-20                     | 2015 |
| 'MVP' del partido Huracán - Peñarol en la Copa Libertadores          | 2016 |
| 'MVP' del partido Peñarol - Atlético Tucumán en la Copa Libertadores | 2017 |

### Otras distinciones
- Campeonato Sudamericano Sub-20: 2015